# Sebastião Rubens Pereira
Sebastião Rubens Pereira (ou Sebastião Rubens Sobrinho Pereira, conforme algumas fontes) conhecido como Tião (São Luís, 20 de janeiro de 1957 — São Luís, 9 de novembro de 2005) foi um jogador de handebol brasileiro.

## Trajetória Esportiva
Sua carreira como atleta teve início nos Jogos Escolares Maranhenses (JEM's), onde foi revelado na década de 1970. Em competições, Tião fez parte das equipes do CEMA, Liceu e do Colégio Marista e Batista.
Sua estréia na Seleção Maranhense de Handebol Juvenil aconteceu em dezembro de 1973, no Estádio Caio Martins, em Niterói, no Rio de Janeiro; na ocasião, a seleção conquistou o quarto lugar no campeonato brasileiro. No ano seguinte, Tião voltou à competição com a equipe juvenil, em Osasco, em São Paulo, onde chegaram ao pódio com o terceiro lugar. Também em 1974, Sebastião Pereira jogou na seleção maranhense adulta pela primeira vez, conquistando mais uma vez o terceiro lugar.
O reconhecimento nacional veio em 1976, quando Tião, foi considerado o melhor jogador de handebol do país. No campeonato brasileiro disputado no Rio de Janeiro, a seleção maranhense foi campeã na categoria adulto.
Primeiro maranhense a participar da seleção brasileira de handebol, Tião foi reconhecido internacionalmente como um grande armador central, posição em que jogava com mais frequência, embora dominasse todos os postos específicos do jogo de handebol.

## Objeto de estudo
Durante sua passagem pela Europa, Tião foi objeto de estudo de diversos pesquisadores do esporte das melhores universidades europeias, como as da Romênia, Espanha, Alemanha, França, Hungria e das antigas universidades da Iugoslávia, Alemanha Oriental e União Soviética, que dominavam o cenário internacional naquela época: os cientistas queriam compreender a corporeidade do negro maranhense em seus atos de exibição de gala, da sua técnica corporal, nos principais palcos do esporte europeu e mundial.

## Morte e homenagens
Tião faleceu aos 48 anos por complicações de cirrose hepática.
Como homenagem, Antonio Isaías Pereira, então presidente da Fundação Municipal de Desportos e Lazer, conseguiu mudar o nome do ginásio de esportes do Parque do Bom Menino para Ginásio Tião.
Na França, em Nice, durante uma edição da Copa Latina de Handebol, ele foi intitulado como o Maravilha Negra do Handebol Mundial pelo jornal francês L'Équipe, e homenageado com um monumento.